# Gijs Leemreize
Gijs Leemreize (ur. 23 października 1999 w Ruurlo) – holenderski kolarz szosowy.

## Osiągnięcia
Opracowano na podstawie:

2019
- 1. miejsce w klasyfikacji górskiej Karpackiego Wyścigu Kurierów

2021
- 1. miejsce na 2. etapie Tour de l’Avenir (jazda drużynowa na czas)
- 1. miejsce w Ronde de l’Isard
  - 1. miejsce w klasyfikacji punktowej
  - 1. miejsce na 5. etapie

## Rankingi
| Rok             | 2020  | 2021 | 2022 | 2023  | 2024 |
| --------------- | ----- | ---- | ---- | ----- | ---- |
| World Ranking   | 1180. | 532. | 396. | 1846. | 522. |
| UCI Europe Tour | 913.  | 428. | 318. | -     | -    |
|                 |       |      |      |       |      |
| Źródło: UCI     |       |      |      |       |      |